# Ольгина, Ольга Николаевна
Ольга Ольгина (1867—1925) — русская оперная певица (драматическое сопрано).

## Биография
Урождённая Ольга Николаевна Степанова. Ольгина — сценический псевдоним, выступала также под фамилией мужа-поляка, генерала русской армии Феликса Юзефовича (Иозефовича).
Пению училась у В. Полянской в Санкт-Петербурге. В 1887—1888 годах пела в Тифлисе. В 1889—1894 и в 1896 годах (в некоторых источниках до 1901) солистка Мариинского театра. Выступала в миланском театре «Ла Скала» (1894), лондонском театре «Ковент-Гарден», в Киеве (1896), Казани и Саратове (24 ноября 1896 — январь 1897), Ярославле (1900), Перми (1904), Варшаве.
Её партнёрами были: Дж. Ансельми, М. Баттистини, М. Васильев, М. Долина, М. Корякин, И. Мельников, А. Мышуга, М. Славина, Ф. И. Стравинский.Дирижёры, с которыми выступала : С. П. Барбини, Э. А. Крушевский, К. А. Кучера, Э. Ф. Направник.
Её талант высоко ценил Н. Римский-Корсаков.
С 1920 года жила в Вильно, где и умерла. Мать оперной певицы и педагога вокала, выступавшей также под именем Ольги Ольгиной (1904—1979).

## Партии
Первая исполнительница
- Прилепа («Пиковая дама» П. Чайковского, 1890)
- Ярославна («Князь Игорь» А. Бородина, 1890)
- Войслава («Млада» Н. Римского-Корсакова, чередовалась с Е. Сонки)

Другие
- Людмила и Горислава («Руслан и Людмила» М. Глинки)
- Наташа («Русалка» А. Даргомыжского)
- Тамара («Демон» А. Рубинштейна)
- Корделия («Корделия» Н. Соловьёва)
- Татьяна («Евгений Онегин» П. Чайковского)
- Галька («Галька» С. Монюшко)
- Джульетта («Ромео и Джульетта» Ш. Гуно)
- Маргарита («Фауст» Ш. Гуно)
- Инесса («Африканка» Дж. Мейербера)
- Валентина («Гугеноты» Дж. Мейербера)
- Микаэла («Кармен» Ж. Бизе)
- Дездемона («Отелло» Дж. Верди)
- Виолетта («Травиата» Дж. Верди)
- Амелия («Бал-маскарад» Дж. Верди)
- Недда («Паяцы» Р. Леонкавалло)
- Венера («Тангейзер» Р. Вагнера)